# Ratusz w Chojnie

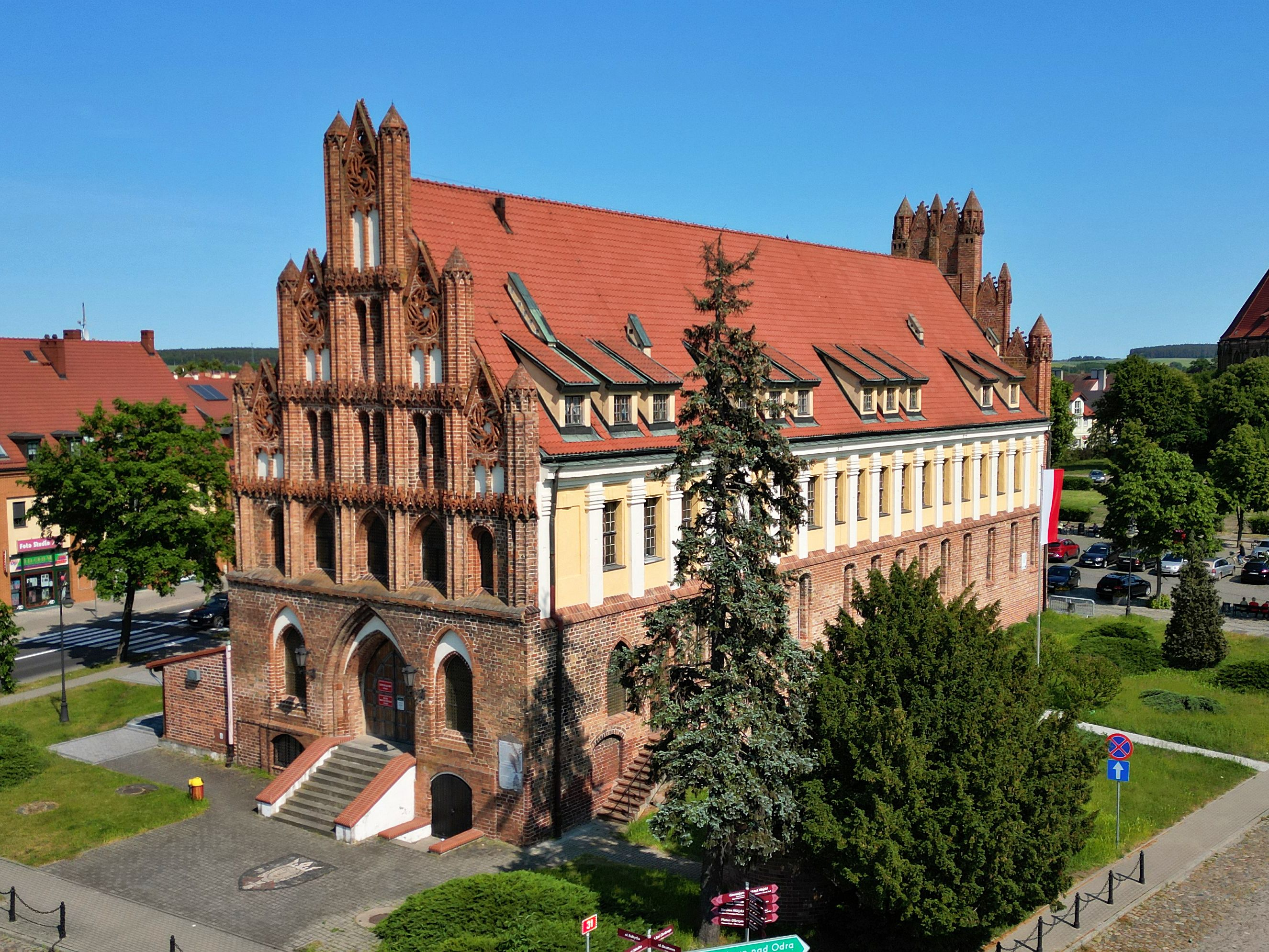
Ratusz w Chojnie (widok od strony południowo-zachodniej)

Ratusz w Chojnie – budowla gotycko-barokowa, znajdująca się w Chojnie, powstała w drugiej ćwierci XIV w. i następnie przebudowywana w latach 1433–1461 oraz na początku XVIII w., odbudowana po zniszczeniach końca II wojny światowej i oddana do użytku w 1986 r. Zrekonstruowane elewacje frontowe należą do najbogatszych rozwiązań gotyckich w Polsce. Ratusz mieści się w północno-zachodniej części dawnego rynku. Jest siedzibą centrum kultury i biblioteki miejskiej.

## Historia
Budowę rozpoczęto w trzeciej ćwierci XIII w., lecz budynek spłonął w 1316 r. Pierwotnie był to zapewne jednokondygnacyjny dom kupca (cophuse, dokument z 1409 r.) na planie prostokąta o wymiarach 13,7×21 m, podpiwniczony, wzniesiony na fundamencie ze starannie opracowanej kostki granitowej, łączonej zaprawą wapienną, co sugeruje udział templariuszy i ich budowniczych przy realizacji budowli.
W latach 1316- przed 1366 nastąpiła druga faza budowy, kiedy to został przedłużony (o około 17 m w kierunku południowym) i podwyższony. W 1366 r. Chojna stała się siedzibą Sądu Najwyższego i Podatkowego dla Nowej Marchii, zatem w tym roku budynek musiał już istnieć. Wzmianka z 1433 r. mówi o mieszczącej się tu sali posiedzeń sądu (stubam consulatum), zaś po raz pierwszy o ratuszu jako wyłącznie siedzibie władz, mówi dokument z 13 marca 1461 r. Na placu przed ratuszem stał do około 1695 r. drewniany posąg Rolanda.
Ponownie został przedłużony o jeden trakt (długości 9,3 m) i zamknięty nową elewacją, zapewne z udziałem warsztatu Hinricha Brunsberga, między 1433 a 1461 r. Po 1702 r., prawdopodobnie na skutek zniszczeń wywołanych pożarem, wykonano generalny remont i przebudowę w formach barokowych, łącznie z przekształceniem elewacji i wnętrz (prace zakończono przed 1710 r.). Regotyzacji elewacji dokonano w 1883 r., wymieniając w dużym procencie lico obu fasad, rekonstruując średniowieczny rytm i kształt okien, fryzów i portali. Poważnie zniszczony w 1945 r. przez wycofujące się wojska SS, w 1969 r. został odgruzowany, a następnie zrekonstruowany w latach 1977–1985 przez firmę PP Pracownie Konserwacji Zabytków ze Szczecina, według projektu Alicji Tymczyszyn i oddany do użytku w 1986 r. Zewnętrzną architekturę ratusza odbudowano w kształcie jaki posiadał przed zniszczeniem w 1945 r., natomiast układ wnętrz zaprojektowano stosownie do wymagań nowej funkcji – mieści się tu biblioteka miejska oraz ośrodek kultury.

## Opis
Ratusz jest budowlą piętrową, prostokątną (13,7×38,3 m), podpiwniczoną, zbudowaną na fundamentach z kamiennych kwadr pod zachodnią częścią elewacji i nieociosanych granitów pod pozostałą częścią. Nakryty jest dachem dwuspadowym z nowymi lukarnami. Fasada i mury podłużne wykonano w znaczącej mierze z cegły wymiarowej gotyckiej wykonanej współcześnie, a także z oryginalnej cegły gotyckiej, w wiązaniu gotyckim i wendyjskim. Elewacja rozwiązana jest bardzo prostymi podziałami niewielkimi otworami okiennymi, zakończonymi ostrołukowo i półkoliście. Każda z elewacji ma inny podział. Najbardziej okazała jest elewacja szczytowa, podzielona wertykalnie wielobocznymi przyporami, horyzontalnie dwoma gzymsami międzykondygnacyjnymi i pasami fryzów w partii szczytu. Dodatkowo przypory ujęte są pasami fryzów zdobnych w blendy i wimpergi. Wejście główne oraz do piwnic, a także trzy okna zakończone są ostrołukami i wimpergami. Na pierwszym piętrze umieszczono trzy okna biforyjne z rozetami, zaś środkowej partii szczytu okienka ostrołukowe i zlokalizowane po bokach blendy zwieńczone wimpergami, z zawartymi w podłuczach rozetami. Od strony północnej wejście do budynku zdobi portal ostrołukowy, po archiwolcie, którego przebiega motyw zygzakowato ułożonych kształtek. Po bokach wejścia znajdują się dwa ostrołukowe okna. Szczyt podzielony jest wertykalnie sześcioma poligonalnymi lizenami zdobnymi w wimpergi.